# ズィチウーイファル
ズィチウーイファル（ハンガリー語: Zichyújfalu）は、ハンガリーのフェイェール県にある人口約919人の村。

## 歴史
記録の上で、エチェルの名を最初に確認できるのは1239年である。

## ギャラリー

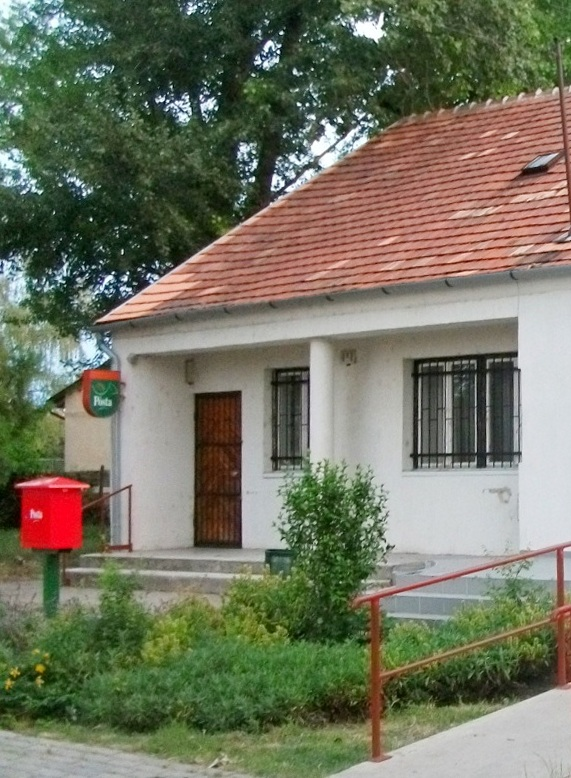
マジャール・ポシュタ
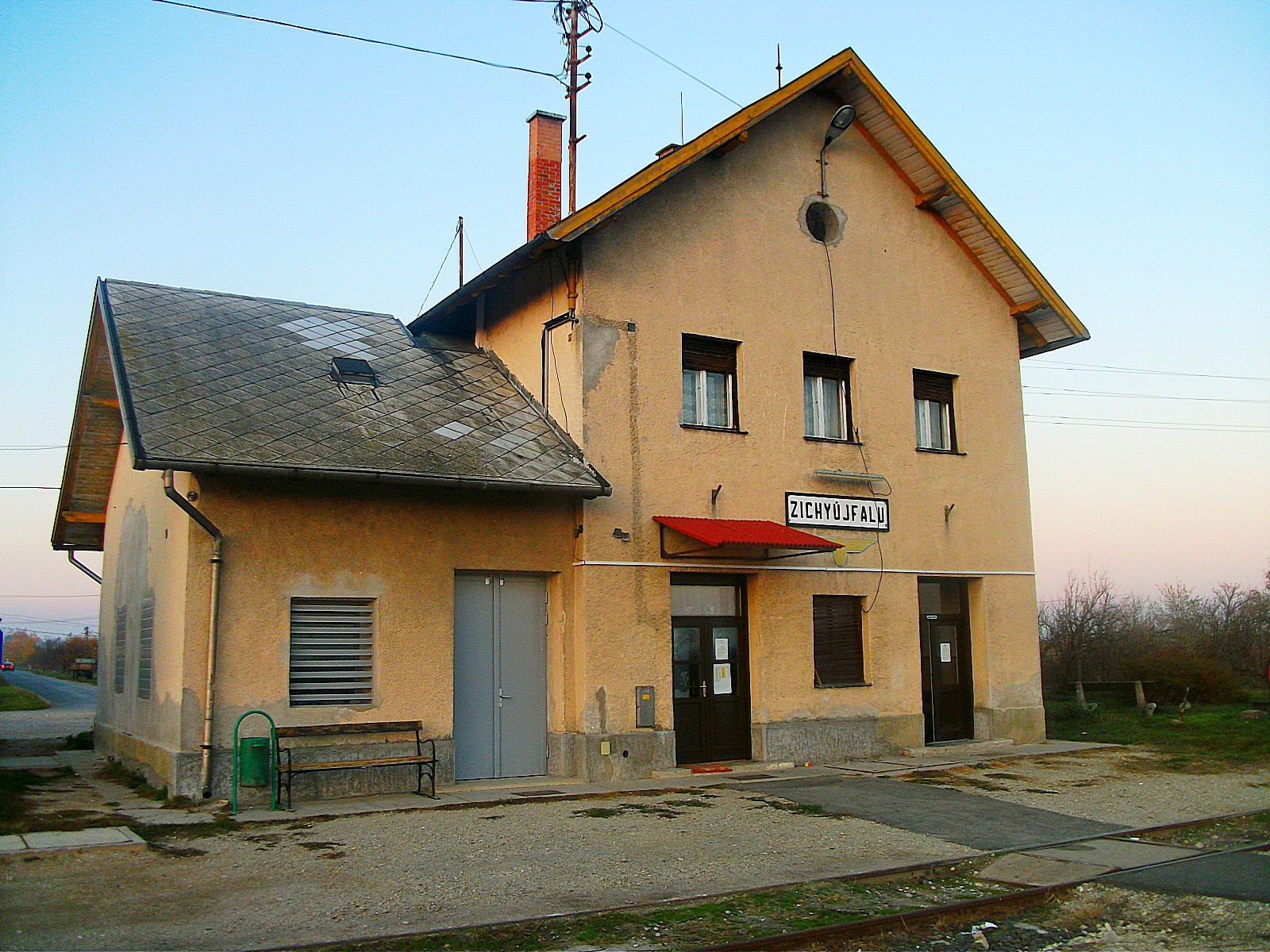
鉄道の駅
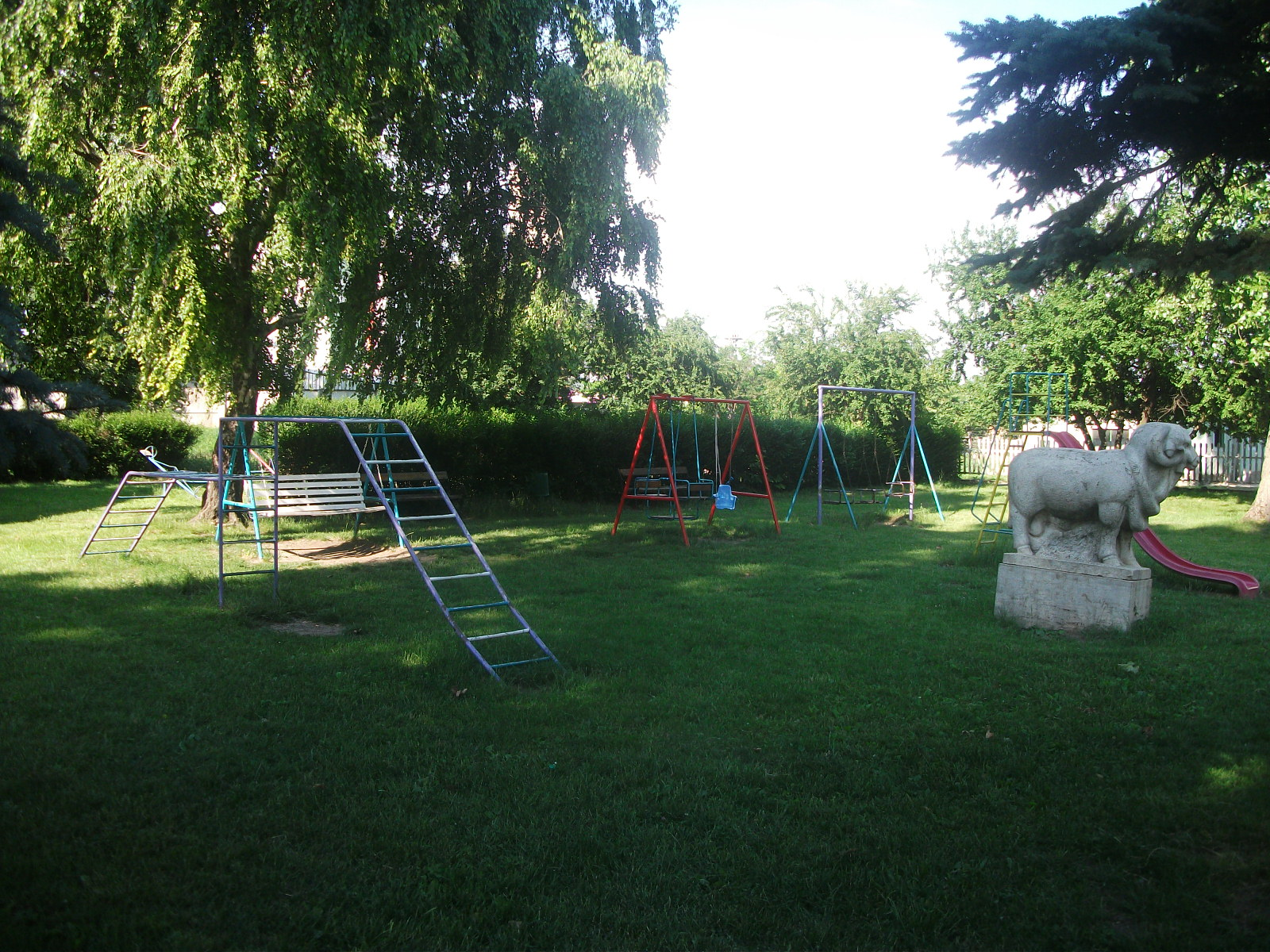
遊び場
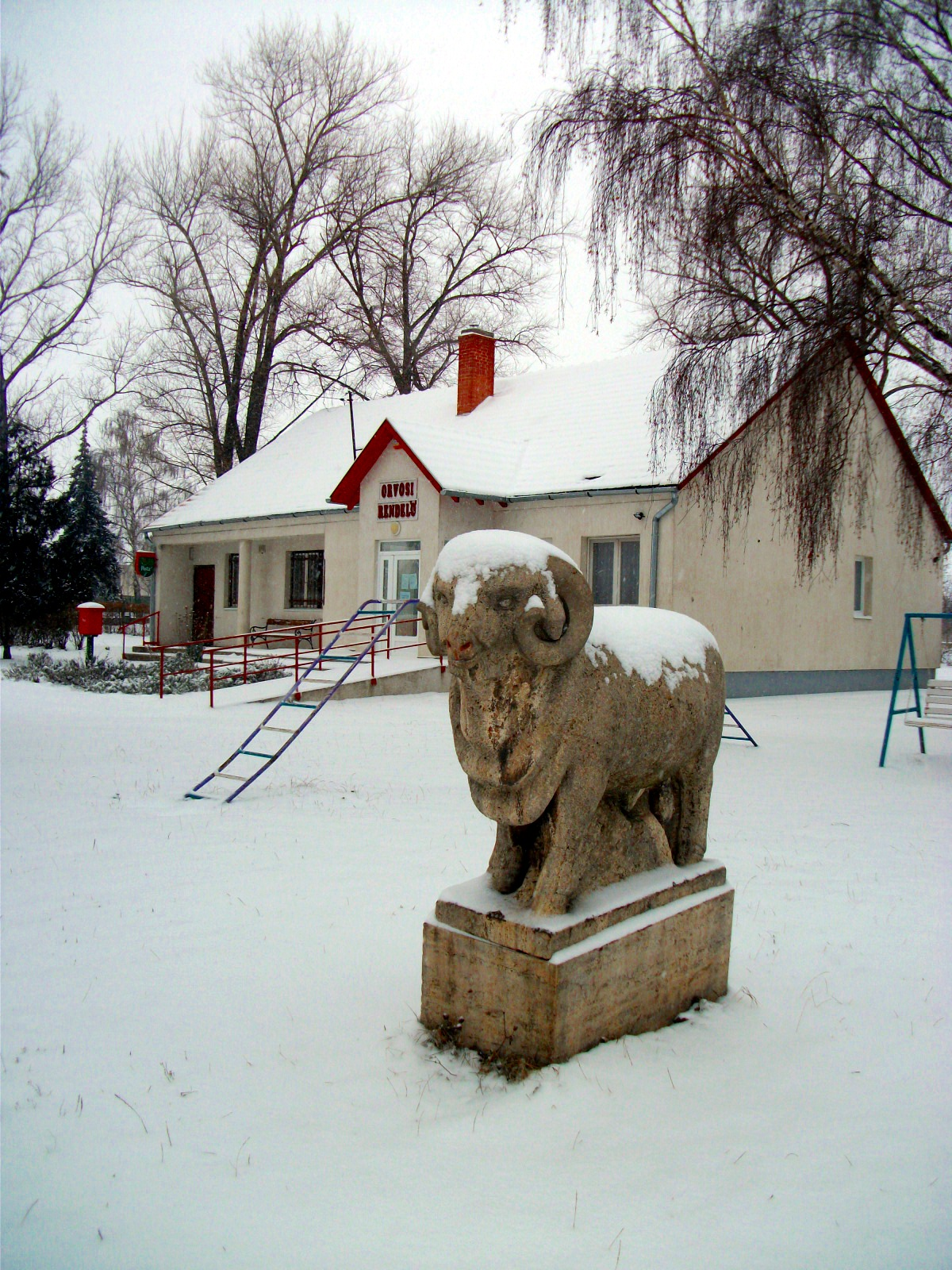
彫像
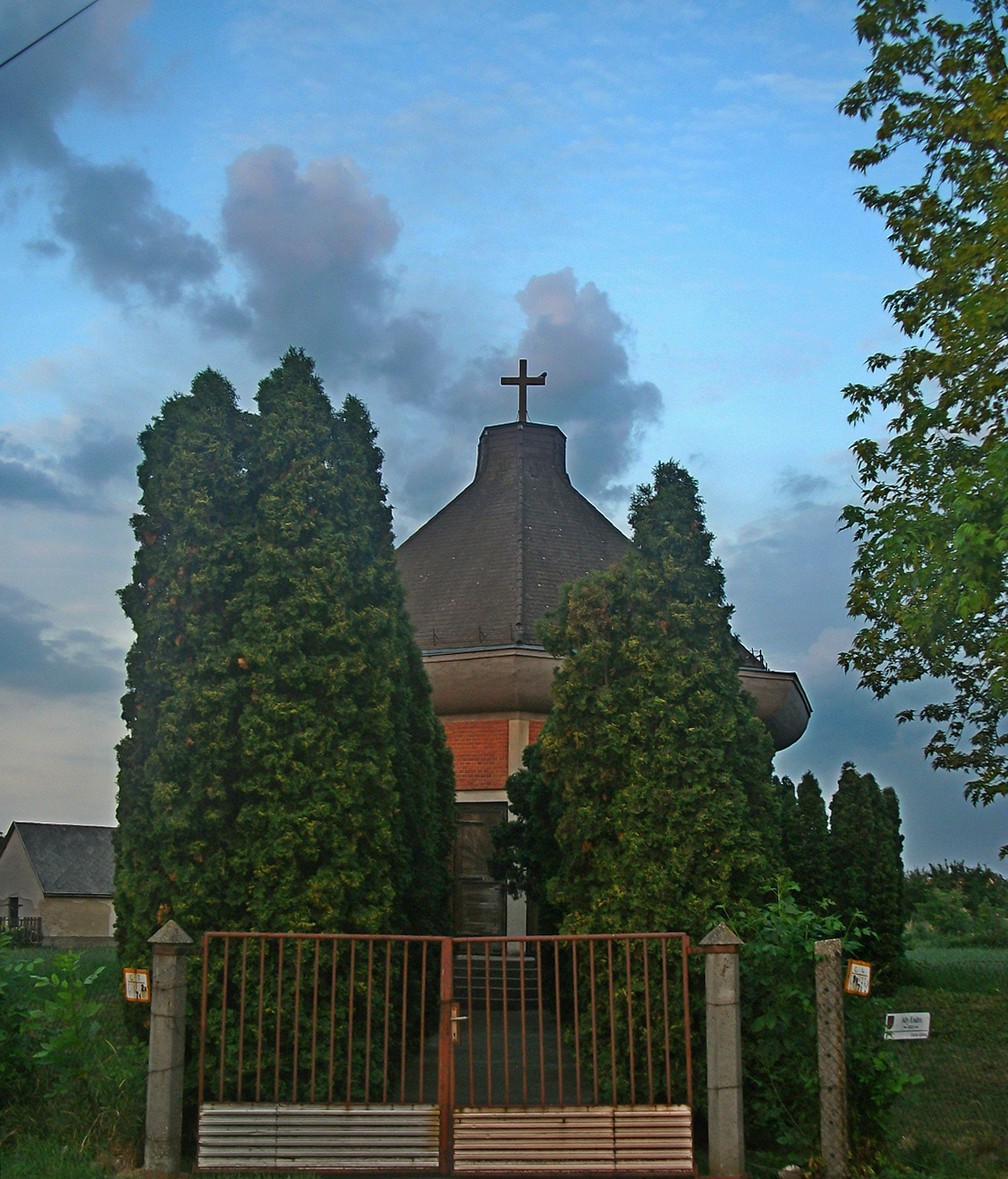
ローマ·カトリック教会
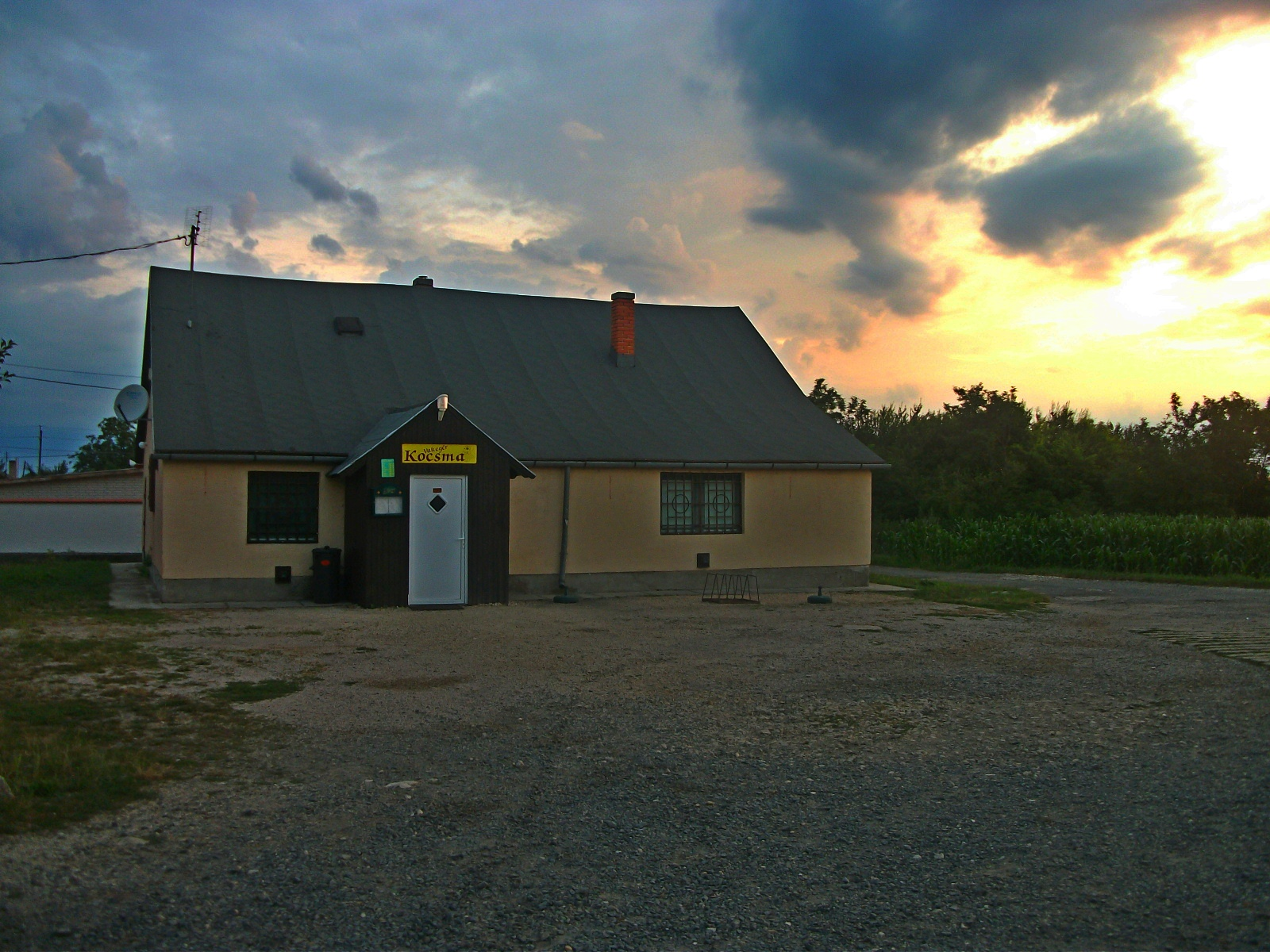
Vakegér Pub